# Перри, Стивен Джозеф
Стефен Джозеф Перри (англ. Stephen Joseph Perry; 26 августа 1833 — 27 декабря 1889) — английский иезуит и астроном.

## Биография
Родился в английской католической семье. Мать умерла, когда ему было 7 лет. В 9 лет начал учёбу в Джиффорд-Холле (в графстве Уилтшир), через полтора года продолжил образование в бенедиктинском аббатстве Дуэ, а завершил изучение теологии в Риме. В 1853 году вступил в орден иезуитов, будучи новициатом изучал философию и физику в Стонихёрсте (в Ланкашире), и при этом работал ассистентом в местной обсерватории. В 1858 году отправился для изучения математики сначала в Лондон, где его учителем был Огастес де Морган, а затем в Париж, где учился, в частности, у Бертрана, Лиувилля, Делоне, Коши и Серре. В 1860 году вернулся в Великобританию, и стал преподавателем математики и физики в иезуитском колледже в Стонихёрсте, параллельно заведуя местной обсерваторией. В 1863 году уехал в Уэльс для теологических изысканий, три года спустя вернулся к своим обязанностям в Стонихёрсте.
Вместе с отцом Уолтером Сайдгривсом Стефен Джозеф Перри для изучения магнитного поля земли в 1868 году выезжал в Западную Францию, в 1869 — в Восточную Францию, а в 1871 году — в Бельгию; за эти исследования Перри в 1874 году был принят в члены Королевского общества. Также он продолжал заниматься астрономией, и в 1869 году стал членом Королевского астрономического общества.
В 1870 году Перри был главой одной из четырёх экспедиций, отправленных для наблюдения полного солнечного затмения (экспедиция Перри наблюдала его в Кадисе). В 1874 году он возглавил экспедицию, которая с архипелага Кергелен наблюдала прохождение Венеры по диску Солнца; помимо астрономических наблюдений экспедиция также собрала сведения, касающиеся метеорологии и магнитного поля Земли. В 1882 году он возглавил аналогичную экспедицию по наблюдению прохождения Венеры, направленную на Мадагаскар, где также провёл ещё и измерения магнитного поля Земли. В 1886 году принял участие в экспедиции Королевского общества, направленной для наблюдения солнечного затмения на Карибские острова. Скончался в 1889 году во время экспедиции во Французскую Гвиану (на острова Салю) и был похоронен на католическом кладбище в Джорджтауне.